# Ibidem
Ibidem (ofta förkortat ibid., ib. eller ibm) är ett latinskt uttryck som betyder "på samma ställe". Det används i såväl svensk som internationell vetenskaplig text (uppsatser, avhandlingar med mera) som förkortning då flera källhänvisningar från exakt samma ställe förekommer två eller flera gånger direkt efter varandra. 
Om citatet eller källhänvisningen gäller samma ursprungskälla, men inte gäller samma ställe däri, kan man i stället använda latinets op. cit. (opus citatum) eller svenskans a.a. (anfört arbete) jämte sidhänvisning eller motsvarande.

## Exempel
Bibliografi
```
...
4. R. Millan, "Latin for dummies" (Academic, New York, 1997), s. 23.
5. Ibid, s. 100.
...
```

Referensnummer 5 är samma som nummer 4. Notera dock att sidan är annorlunda.
I släktforskningssammanhang stöter man i kyrkböcker ofta på förkortningen ibm och ibland även utskrivet ibidem
```
...
Gården Sätra – Bonden Harald Zäter – född 1/1 1816 ..etc
Ibm, backstugan – Torparen Carl Johansson – född 12/12 1801 ..etc
...
```